# Chamicuro jezik
Chamicuro jezik (chamicolo, chamicura; ISO 639-3: ccc), jezik istoimenih Indijanaca Chamicura s rijeke Huallaga u istočnom Peruu. Jezik pripada velikoj porodici arawak, a u novije vrijeme njime govore svega dvije osobe (2000 W. Adelaar) od 10 do 20 (2000 W. Adelaar) etničkih Chamicura.
U Peruu je priznat za jedan od službenih jezika. Pismo: latinica.

## Vanjske poveznice
- Ethnologue (14th)
- Ethnologue (15th)